# Blaž Arnič
Blaž Arnič   (Luče, 31 de gener de 1901 - Ljubljana, 1 de febrer de 1970) fou un compositor simfònic eslovè.

## Biografia
Nascut a Luče, Baixa Estíria, Àustria-Hongria, Arnič va créixer en una finca aïllada prop del Mont Raduha als Alps de Kamnik-Savinja. Va aprendre a tocar l'acordió per si mateix i als dinou anys es va traslladar a Ljubljana per estudiar música.
Arnič va estudiar composició al Conservatori de Ljubljana, i més tard (1930-1932) al Conservatori de Viena Nova, sota la tutela del professor Rudolf Nilius, i composició avançada a Varsòvia, Cracòvia, i París (1938-1939). Va ensenyar música a Bol a l'illa de Brač, Croàcia (1934-1935) i a Ljubljana a Iugoslàvia (1940-1943).

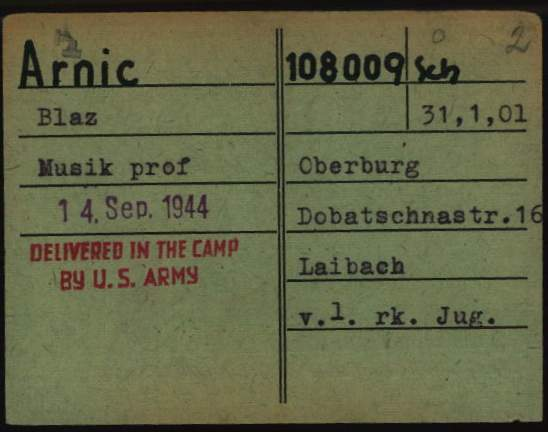
Targeta de registre de Blaž Arnič com a pres al camp de concentració nazi de Dachau

Arnič es va incorporar al Partit Comunista el 1941 i va començar a col·laborar amb el Front d'Alliberament. El 1943, Arnič va ser arrestat per les seves opinions polítiques, i el 1944 va ser enviat al camp de concentració de Dachau, on va emmalaltir greument (la qual cosa li va fer perdre la visió d'un ull).Després de la Segona Guerra Mundial, va ser nomenat professor titular de composició a l'Acadèmia de Música de Ljubljana, on va ensenyar fins a la seva mort en un accident de cotxe. Va perdre el favor del Partit Comunista després de la guerra (i va ser expulsat del partit el 1949), però la seva malaltia va impedir que fos processat en els judicis farsa relacionats amb el període Informbiro i en els processos de Dachau.
Arnič va escriure peces corals, lieders, peces de piano i cambra i fins i tot música de cinema, però és conegut sobretot per les seves nou simfonies. La Societat de Compositors Eslovens el considera un dels grans mestres simfònics eslovens del segle xx, "el llenguatge musical del qual està profundament connectat amb l'esperit del sòl autòcton". La seva música ha estat comparada amb la de Bruckner i classificada com a "realisme neoromàntic". Arnič es va desenvolupar a partir d'una base neoromàntica, però va evitar la dissonància dels expressionistes.
La primera pel·lícula per la qual Arnič va escriure música va ser Partizanske bolnice v Sloveniji el 1948, un documental sobre un hospital partisà. El 1955, Milan Kumar de Triglav Film va fer una pel·lícula de 452 minuts titulada Ples čarovnicprotagonitzada per la ballarina Stanislava Brezovar, que presentava el poema simfònic d'Arnič amb el mateix nom.
El 2001, Eslovènia va emetre un segell postal en honor seu.

## Principals obres
- 1a simfonia - Te Deum, per a orquestra, orgue i cor mixt (1932) (1932)
- 2a simfonia - Simfonična rapsodija, per a orquestra i piano (1933)
- 3a simfonia - Duma, Duma, per a orquestra, baix i cor mixt (1929-42)
- 4a simfonia - Resurrectionis (1931-42)
- 5a simfonia - Vojne vihre (1941)
- 6a simfonia - Samorastnik (1950)
- 7a simfonia - Simfonija dela (1948)
- 8a simfonia - Na domači grudi (1951)
- 9a simfonia - Vojna in mir, per a solistes, cor i orquestra simfònica (1960)
- Concert per a viola i orquestra, Op.75 (1967)
- Concert per a violí i orquestra núm. 3 (1969)